# Pygopleurus lucarellii
Pygopleurus lucarellii is een keversoort uit de familie Glaphyridae. De wetenschappelijke naam van de soort is voor het eerst geldig gepubliceerd in 1992 door Piatella & Sabatinelli.